# Andreas Skoglund
Andreas Skoglund (* 22. März 2001) ist ein norwegischer Nordischer Kombinierer.

## Werdegang
Skoglund, der für den Molde og omegn if startet, gab sein internationales Debüt am 29. August 2014 beim Schüler Grand Prix in Oberstdorf. Dabei erreichte er den neunten Platz und begann damit seine Serie unter den besten Zehn, die er bei all seinen sechs Teilnahmen im Youth Cup erreichte. Ende Januar 2018 debütierte Skoglund in Rena im Continental Cup und gewann dabei auf Anhieb seine ersten Punkte. Etwa eine Woche später startete er bei den Junioren-Weltmeisterschaften 2018 in Kandersteg. Während er im Sprint nicht eingesetzt wurde, belegte er im Gundersen Einzel den 22. Platz. Gemeinsam mit Jens Lurås Oftebro, Simen Kvarstad und Einar Lurås Oftebro gewann er die Bronzemedaille mit dem Team. Seinen ersten internationalen Auftritt im Winter 2018/19 absolvierte er bei den Junioren-Weltmeisterschaften 2019 in Lahti. Zwar verpasste Skoglund zunächst als Fünfter im Sprint die Medaillenränge, konnte dieses Versäumnis allerdings bereits zusammen mit Aleksander Skoglund, Kasper Moen Flatla und Jens Lurås Oftebro im Team mit Gewinn der Silbermedaille ausräumen. Beim abschließenden Gundersen-Wettbewerb von der Normalschanze und über zehn Kilometer belegte er zudem den dritten Rang hinter Johannes Lamparter und Julian Schmid. Anschließend startete Skoglund erneut im Continental Cup, wo er in Rena mit dem siebten Rang sein bis dato bestes Ergebnis erzielte. Aufgrund dieser Leistungen wurde er im März für das nationale Team beim Weltcup-Rennen in Oslo nominiert, verpasste allerdings als 37. die Punkteränge.
Im Sommer 2019 gab Skoglund sein Debüt im Grand Prix. Bereits bei seinem zweiten Start erreichte er beim Massenstart in Klingenthal die Punkteränge. Schließlich sammelte er neun Punkte in der höchsten Wettkampfserie im Sommer. Anfang Dezember war Skoglund Teil der nationalen Gruppe beim Heim-Weltcup in Lillehammer. Bereits am ersten Wettkampftag kämpfte er sich nach dem Springen noch auf Rang 28 vor und gewann somit seine ersten Weltcup-Punkte. Tags darauf belegte er einen starken 16. Platz, weshalb er zunächst im norwegischen Weltcup-Team verblieb. Im Januar 2020 startete er wieder im zweitklassigen Continental Cup, wo er jedoch in den ersten Wettbewerben nicht zurechtkam. Erst am zweiten Wettkampftag in Rena zeigte Skoglund wieder sein Potential, als er nach einem guten Springen noch auf den dritten Rang vor lief und somit seine erste Podiumsplatzierung erzielte. Die Nordischen Junioren-Skiweltmeisterschaften 2020 in Oberwiesenthal begannen für Skoglund mit einer Disqualifikation im Gundersen Einzel, die seine Ambitionen auf eine Einzelmedaille zunichtemachte. Zwei Tage später war er gemeinsam mit Sebastian Østvold, Marte Leinan Lund und Gyda Westvold Hansen dennoch Teil des norwegischen Mixed-Teams, mit dem er den Junioren-Weltmeistertitel vor dem deutschen und japanischen Team gewann.
Die ersten Wettbewerbe auf Schnee absolvierte Skoglund im Winter 2020/21 im Rahmen der norwegischen Meisterschaften in Beitostølen. Mit den Rängen neun und acht erzielte er gute Ergebnisse, blieb jedoch noch deutlich hinter der nationalen Spitze zurück. Daher war er zunächst nicht für den norwegischen Kader beim Weltcup-Auftakt in Ruka vorgesehen, doch rutschte er schließlich als Ersatz für den frischgebackenen Vater Espen Bjørnstad ins Team. An allen drei Wettkampftagen gelangen dem Norweger sowohl im Sprung- als auch im Langlauf gute Leistungen, weshalb er jeweils ungefährdet die Punkteränge erreichte. In der Teamhierarchie konnte er sich verbessern und am Wochenende vier Landsmänner hinter sich lassen. Daher war er auch am zweiten Weltcup-Wochenende in Ramsau am Dachstein Teil der norwegischen Delegation und erreichte dabei beim zweiten Wettbewerb den 28. Platz. Am dritten Wettkampfwochenende in Val di Fiemme belegte er die Ränge 18 und 14. Am ersten Februarwochenende nahm er in Lahti am Continental Cup teil, da wenige Tage später am gleichen Ort die Nordischen Junioren-Skiweltmeisterschaften 2021 stattfanden. Mit der zweitbesten Sprungleistung brachte er sich in eine gute Ausgangsposition, die er mit der viertbesten Laufzeit zu nutzen vermochte und sich so seinen ersten Continental-Cup-Sieg vor Lars Buraas und Wille Karhumaa holte. Wenige Tage später wurde er bei den Nordischen Junioren-Skiweltmeisterschaften in Lahti Fünfter, ehe er gemeinsam mit Eidar Johan Strøm, Marte Leinan Lund und Gyda Westvold Hansen den Junioren-Weltmeistertitel im Mixed-Team erfolgreich verteidigte. Die Saison schloss Skoglund auf dem 29. Platz im Gesamtweltcup sowie auf Rang 34 in der Continental-Cup-Gesamtwertung ab.
Im Winter 2021/22 kam Skoglund erstmals am Weltcup-Wochenende Anfang Dezember in Lillehammer zum Einsatz, verpasste allerdings die Punkteränge. Wenige Wochen später stellte er sich im Continental Cup der Konkurrenz. Dabei gewann er das erste Rennen in Ruka, tags darauf wurde er Dritter. Mitte Januar 2022 stand er bei den Wettkämpfen in Klingenthal erneut im norwegischen Weltcup-Kader und holte dort die ersten Weltcup-Punkte der Saison.

## Privates
Andreas hat einen älteren Bruder Aleksander (* 1999), der ebenso als Nordischer Kombinierer aktiv ist.

## Erfolge

### Continental-Cup-Siege im Einzel
| Nr. | Datum             | Ort         | Disziplin               |
| --- | ----------------- | ----------- | ----------------------- |
| 1.  | 6. Februar 2021   | Lahti       | Gundersen Normalschanze |
| 2.  | 18. Dezember 2021 | Ruka        | Gundersen Großschanze   |
| 3.  | 11. Februar 2022  | Lillehammer | Gundersen Normalschanze |
| 4.  | 17. März 2023     | Lahti       | Gundersen Großschanze   |
| 5.  | 10. Januar 2025   | Klingenthal | Compact Großschanze     |
| 6.  | 25. Januar 2025   | Schonach    | Compact Normalschanze   |
| 7.  | 26. Januar 2025   | Schonach    | Gundersen Normalschanze |

## Statistik

### Weltcup-Platzierungen
| Saison  | Platz | Punkte |
| ------- | ----- | ------ |
| 2019/20 | 41.   | 024    |
| 2020/21 | 29.   | 081    |
| 2021/22 | 43.   | 027    |
| 2022/23 | 24.   | 193    |
| 2023/24 | 37.   | 117    |

### Grand-Prix-Platzierungen
| Saison | Platz | Punkte |
| ------ | ----- | ------ |
| 2019   | 62.   | 009    |
| 2022   | 42.   | 010    |
| 2023   | 36.   | 043    |

### Continental-Cup-Platzierungen
| Saison  | Platz | Punkte |
| ------- | ----- | ------ |
| 2017/18 | 77.   | 026    |
| 2018/19 | 40.   | 090    |
| 2019/20 | 40.   | 094    |
| 2020/21 | 34.   | 100    |
| 2021/22 | 05.   | 545    |
| 2022/23 | 29.   | 100    |